# Associazione Sportiva Angizia Luco 1987-1988
Questa voce raccoglie le informazioni riguardanti l'Associazione Sportiva Angizia Luco nelle competizioni ufficiali della stagione 1987-1988.

## Rosa
| N. |                   | Ruolo | Calciatore                 |
| -- | ----------------- | ----- | -------------------------- |
|    | Italia (bandiera) | C     | Massimiliano Artibani      |
|    | Italia (bandiera) | D     | Domenico Baldacci (II)     |
|    | Italia (bandiera) | C     | Roberto Biondi             |
|    | Italia (bandiera) | D     | Andrea Burli               |
|    | Italia (bandiera) |       | Croce                      |
|    | Italia (bandiera) | A     | Fabrizio D'Alessandro (II) |
|    | Italia (bandiera) | D     | Giovanni De Cristofaro     |
|    | Italia (bandiera) | A     | Stefano Desiderioscioli    |
|    | Italia (bandiera) | C     | Giulio Ettorre             |
|    | Italia (bandiera) | A     | Simone Fantozzi            |
|    | Italia (bandiera) | D     | Daniele Lucci              |
|    | Italia (bandiera) | D     | Alessandro Moroni          |

| N. |                   | Ruolo | Calciatore           |
| -- | ----------------- | ----- | -------------------- |
|    | Italia (bandiera) | C     | Marino Murzilli      |
|    | Italia (bandiera) | P     | Lorenzo Nardelli     |
|    | Italia (bandiera) | C     | Giovanni Paris       |
|    | Italia (bandiera) | D     | Giorgio Pellegrini   |
|    | Italia (bandiera) | A     | Luigi D'Alessandro   |
|    | Italia (bandiera) | C     | Cesidio Rufo         |
|    | Italia (bandiera) | A     | Francesco Salucci    |
|    | Italia (bandiera) | C     | Stefano Santirocchi  |
|    | Italia (bandiera) | P     | Stefano Sinibaldi    |
|    | Italia (bandiera) | C     | Alessandro Valentini |
|    | Italia (bandiera) | C     | Fabio Zitelli        |